# 京春線
京春線（：／ Gyeongchun seon */?）是韓國的一條鐵路路線，因連接舊稱京城的首爾城北和江原道首府春川市春川站而取名「京春線」。全線由韓國鐵道公社營運，於2010年全線電氣化複線鐵路工程完成後，改為行走首爾東上鳳站至春川站，並納入韓國首都圈電鐵，成為首都圈電鐵京春線的一部分。

## 歷史
原京春線於1939年7月25日作為私營鐵路開通車，由京春鐵路株式會社運營，行走城北站（即今光云大站）與春川之間，共18站，全長87.3公里。春川是學生喜愛的郊遊地點，乘客眾多，為日後京春線鐵道系統提升予以充分理由。獨立後由於鐵路國有化政策，京春線於1946年5月17日被收歸國有。

### 鐵道更新
隨著韓國首都圈擴大，為了更好地連結春川與首都圈，使京春線成為韓國首都圈電鐵的一部分，舊京春線全線於1997年至2010年進行複線電氣化改建，目標為可以以每小時180公里速度行駛的雙軌電鐵線。新線放棄以城北站為起點的舊路線，改以首爾東部中浪區上鳳站為起點，並與多條行走首爾的地下鐵路連接。新京春線於2010年12月21日通車，而原來路線則同日棄止。

## 現況
新線通車後，京春線成為韓國首都圈電鐵交通系統之一部分，運行首都圈電鐵京春線。列車由江原道經京畿道進入首爾特別市即可於忘憂站轉乘首都圈電鐵京義·中央線，而終點站的上鳳站則可轉乘京義·中央線及7號線。新系統使江原道往首爾特別市不同地區除更為便捷，路程由兩小時縮短至89分鐘，亦受惠於新的停靠系統，能負載的客量比舊系統增加五倍，營運成本下降，票價祇及從前以無窮花號行走京春線時的一半。2013年首都圈電鐵京春線利用忘忧线重新驶入城北站，2016年首都圈電鐵京春線經中央線軌道延長至清涼里站，使京春線列車得以更加方便地聯絡首爾市中心。
新線以韓國現代Rotem生產的列車行駛，最高時速達110公里。此外，韓國鐵道公社於2012年2月28日增加新型368000系電力動車組運行的ITX青春列車，由龍山站經清涼里、忘憂接京春線往春川，最高時速達180公里，使京春線所需通行時間更為縮短，從清涼里至春川祇需52到64分鐘、龍山站至春川則祇需68到74分鐘，來往龍山至春川的票價為₩3,000至₩6,900，車費可獲折扣優惠。

## 未來發展
2010年9月，南韓政府頒布計畫，於2020年把全國路程2小時以下的路線縮短百分之五行駛時間。按此計畫，京春線未來需提速至每小時230公里，甚至計畫使用高速鐵道列車KTX-Eum運行。較長遠的計畫，則是興建春川-束草線，把高速鐵道延伸至韓國東海岸的束草市，並與東海線连接。

## 使用車輛
- 韩国铁道公社361000系电力动车组-一般列車
- 韩国铁道公社368000系电力动车组-「ITX-青春」

## 車站列表

### 現在路線
- 青春：ITX-青春停靠站
- ●：所有列車停靠、▲：一部分列車停靠、｜：所有列車通過

| 車站編號 | 中文站名 | 韓文站名 | 英文站名 | 青春 | 接續路線       | 站間距離 | 營業距離 | 所在地     | 所在地   |
| -------- | -------- | -------- | -------- | ---- | -------------- | -------- | -------- | ---------- | -------- |
| K121     | 忘憂     |          |          | ｜   | 中央線 忘憂線  | 0.0      | 0.0      | 首爾特別市 | 中浪區   |
| P122     | 新內     |          |          | ｜   | ●首尔地铁6号线 | 2.1      | 2.1      | 首爾特別市 | 中浪區   |
| P123     | 葛梅     |          |          | ｜   |                | 2.6      | 4.7      | 京畿道     | 九里市   |
| P124     | 別內     |          |          | ｜   |                | 1.4      | 6.1      | 京畿道     | 南楊州市 |
| P125     | 退溪院   |          |          | ▲    |                | 1.6      | 7.7      | 京畿道     | 南楊州市 |
| P126     | 思陵     |          |          | ▲    |                | 3.3      | 11.0     | 京畿道     | 南楊州市 |
| P127     | 金谷     |          |          | ｜   |                | 3.6      | 14.6     | 京畿道     | 南楊州市 |
| P128     | 坪內好坪 |          |          | ▲    |                | 4.0      | 18.6     | 京畿道     | 南楊州市 |
| P129     | 天摩山   |          |          | ｜   |                | 4.2      | 22.8     | 京畿道     | 南楊州市 |
| P130     | 磨石     |          |          | ▲    |                | 2.2      | 25.0     | 京畿道     | 南楊州市 |
| P131     | 大成里   |          |          | ｜   |                | 7.4      | 32.4     | 京畿道     | 加平郡   |
| P132     | 清平     |          |          | ▲    |                | 7.5      | 39.9     | 京畿道     | 加平郡   |
| P133     | 上泉     |          |          | ｜   |                | 4.8      | 44.7     | 京畿道     | 加平郡   |
| P134     | 加平     |          |          | ●    |                | 7.1      | 51.8     | 京畿道     | 加平郡   |
| P135     | 屈峰山   |          |          | ｜   |                | 4.7      | 56.5     | 江原道     | 春川市   |
| P136     | 白楊里   |          |          | ｜   |                | 2.9      | 59.4     | 江原道     | 春川市   |
| P137     | 江村     |          |          | ▲    |                | 5.3      | 64.7     | 江原道     | 春川市   |
| P138     | 金裕貞   |          |          | ｜   |                | 7.4      | 72.1     | 江原道     | 春川市   |
| P139     | 南春川   |          |          | ●    |                | 5.9      | 78.0     | 江原道     | 春川市   |
| P140     | 春川     |          |          | ●    |                | 2.7      | 80.7     | 江原道     | 春川市   |

### 京春線高速化路段（180公里/小時）運行路段
| 路段         | 路段距離 （公里） | 上鳳起計 （公里） | 備註               |
| ------------ | ----------------- | ----------------- | ------------------ |
| 磨石－大成里 |                   |                   | 只限通過磨石站列車 |
| 大成里－清平 | 34.1~40.0         | 38.503            | 只限通過清平站列車 |
| 上泉－加平   | 46.0~51.1         |                   | 只限通過加平站列車 |
| 加平－屈峰山 | 54.3~56.6         | 55.537            | 只限通過加平站列車 |
| 江村－金裕貞 | 65.7~72.0         | 67.600            | 只限通過江村站列車 |

- 此段以外路段最高速度為150公里/小時

### 以前路線

#### 城東－花郎臺路段（廢線）
以下路段中城東－城北路段於1971年10月5日、城北－花郎臺路段於2010年12月21日廢除。以下所標示的以廢除當時為準。
| 中文站名 | 韓文站名 | 英文站名 | 接續路線 | 站間距離 | 營業距離 | 所在地     | 所在地   |
| -------- | -------- | -------- | -------- | -------- | -------- | ---------- | -------- |
| 城東     |          |          |          | 0.0      | 0.0      | 首爾特別市 | 東大門區 |
| 高商前   |          |          |          |          |          | 首爾特別市 | 城北區   |
| 月谷     |          |          |          |          |          | 首爾特別市 | 城北區   |
| 城北     |          |          | 京元線   |          |          | 首爾特別市 | 蘆原區   |
| 新孔德   |          |          |          | 2.1      | 2.1      | 首爾特別市 | 蘆原區   |
| 花郎臺   |          |          |          | 2.3      | 4.4      | 首爾特別市 | 蘆原區   |
| 葛梅     |          |          |          |          |          | 京畿道     | 九里市   |
| 退溪院   |          |          |          |          |          | 京畿道     | 南楊州市 |